# 紺野まひる
紺野 まひる（こんの まひる、1977年4月12日 - ）は、日本の女優。元宝塚歌劇団雪組トップ娘役。
大阪府豊中市、雲雀丘学園出身。身長160cm。血液型A型。愛称は「まひる」。
所属事務所はフラーム。

## 来歴
1994年、宝塚音楽学校入学。
1996年、宝塚歌劇団に82期生として入団。入団時の成績は3番。月組公演「CAN-CAN／マンハッタン不夜城」で初舞台。その後、雪組に配属。同年、高嶺ふぶき・花總まりトップコンビ大劇場お披露目となる「虹のナターシャ」で、新人公演初ヒロイン。入団1年目での抜擢となった。続く「アナジ」（バウホール・日本青年館公演）で、バウホール・東上公演初ヒロイン。
その後も正統派娘役として期待を集め、数々の新人公演やバウホール公演でヒロインを務める。
2002年2月12日付で雪組トップ娘役に就任。絵麻緒ゆうの相手役として、「殉情」（ドラマシティ・赤坂ACTシアター公演）で、トップコンビお披露目。同年9月23日、絵麻緒とのトップコンビ大劇場お披露目となる「追憶のバルセロナ／ON THE 5th」東京公演千秋楽をもって、宝塚歌劇団を絵麻緒と同時退団。トップとしての大劇場主演作は1作のみという早期退団となった。
退団後はフラーム所属となり、芸能活動を再開。
2008年に中学時代の同級生でパイロットの男性と結婚したことを報告。
2012年に第一子となる女児を、2015年に第二子となる女児を出産している。

## 宝塚歌劇団時代の主な舞台

### 初舞台
- 1996年3 - 5月、月組『CAN-CAN』『マンハッタン不夜城』（宝塚大劇場のみ）

### 雪組時代
- 1996年6月、『エリザベート』（東京宝塚劇場のみ）
- 1996年8 - 9月、『虹のナターシャ』 - 新人公演：蘭子・ナターシャ（本役：花總まり）『La Jeunesse!』（宝塚大劇場） 新人公演初ヒロイン[6][8]
- 1996年10 - 11月、『アナジ』（バウホール・日本青年館） - マリア佐和クリステル バウ・東上初ヒロイン[9][6]
- 1996年12月、『虹のナターシャ』 - 新人公演：蘭子・ナターシャ（本役：花總まり）『La Jeunesse!』（東京宝塚劇場）[8]
- 1997年3 - 7月、『仮面のロマネスク』 - ジュリー、新人公演：トゥールベル夫人（本役：星奈優里）『ゴールデン・デイズ』
- 1997年9 - 11月、『真夜中のゴースト』 - マーガレット[注釈 1]、新人公演：アラベラ（本役：貴咲美里）『レ・シェルバン』（宝塚大劇場のみ）
- 1997年12 - 1998年4月、『春櫻賦』 - 阿斗、新人公演：小紫（本役：月影瞳）『LET'S JAZZ』 新人公演ヒロイン[11]
- 1998年6月、『心中・恋の大和路』（バウホール） - 鳴渡瀬
- 1998年8 - 9月、『浅茅が宿』 - ききょう／女の子『ラヴィール』（宝塚大劇場） 初エトワール
- 1998年10 - 11月、『凍てついた明日』（バウホール・日本青年館） - ビリー・メイスン
- 1998年11 - 12月、『浅茅が宿』 - ききょう／女の子『ラヴィール』（1000days劇場）
- 1999年2月、『浅茅が宿』 - ききょう／女の子『ラヴィール』（中日劇場） エトワール
- 1999年4 - 8月、『再会』『ノバ・ボサ・ノバ』 - ボーロ、新人公演：エストレーラ（本役：月影瞳） 新人公演ヒロイン[11]
- 1999年9 - 10月、『SAY IT AGAIN』（バウホール） - ジュリー・ヴァレンタイン バウWヒロイン
- 1999年11 - 12月、『バッカスと呼ばれた男』 - ポーレット、新人公演：アンヌ・ドートリッシュ（本役：月影瞳）『華麗なる千拍子'99』（宝塚大劇場） 新人公演ヒロイン、エトワール[12]
- 2000年2 - 3月、『バッカスと呼ばれた男』 - ポーレット、新人公演：アンヌ・ドートリッシュ（本役：月影瞳）『華麗なる千拍子』（1000days劇場）[12]
- 2000年4 - 5月、『ささら笹舟-明智光秀の光と影-』（バウホール） - 煕子 バウヒロイン[9]
- 2000年6 - 7月、ベルリン公演『宝塚 雪・月・花』『サンライズ・タカラヅカ』（フリードリッヒシュタット・パラスト劇場）
- 2000年9 - 10月、『デパートメント・ストア』『凱旋門』 - ユリア、新人公演：ジョアン・マヅー（本役：月影瞳）（1000days劇場のみ） 新人公演ヒロイン[12]
- 2001年2 - 6月、『猛（たけ）き黄金の国』 - 丸奴、新人公演：高芝喜勢（本役：月影瞳）『パッサージュ』 新人公演ヒロイン[13]
- 2001年8月、『アンナ・カレーニナ』（バウホール・日本青年館） - アンナ・カレーニナ 東上ヒロイン[9][6]
- 2001年10 - 2002年2月、『愛 燃える』 - 婉華、新人公演：西施（本役：月影瞳）『Rose Garden』 新人公演ヒロイン[6][13]

### 雪組トップ娘役時代
- 2002年3 - 4月、『殉情（じゅんじょう）』（ドラマシティ・赤坂ACTシアター） - 春琴 トップお披露目公演[4]
- 2002年5 - 9月、『追憶のバルセロナ』 - イサベル『ON THE 5th』 大劇場トップお披露目公演、退団公演[7][4]

### 出演イベント
- 1997年6月、轟悠ディナーショー『L'hortensia de Juin』[14]
- 1998年5月、'98TCAスペシャル『タカラジェンヌ!』
- 1998年10月、第39回『宝塚舞踊会』
- 1999年5月、'99TCAスペシャル『ハロー!ワンダフル・タイム』
- 1999年12月、『レビュー・スペシャル'99』
- 2000年1月、香寿たつきディナーショー『Montage』[15]
- 2000年9月、TCAスペシャル2000『KING OF REVUE』
- 2000年11 - 12月、成瀬こうきディナーショー『Blue Blood』
- 2001年4月、『雪組エンカレッジ・コンサート』
- 2002年6月、TCAスペシャル2002『LOVE』
- 2002年7月、絵麻緒ゆうライブ『YU EMAO LIVE IN BLITZ』[16]

## 宝塚歌劇団退団後の主な活動

### テレビドラマ
- ドラマW 俺は鰯-IWASHI-（2003年、WOWOW） - 李慧敏（リ・フイミン） 役
- 連続テレビ小説（NHK）
  - 「てるてる家族」（2003年10月 - 2004年3月） - 岩田→岡谷春子 役
  - 「おひさま」（2011年8月 - 10月） - 田所良子 役
  - 「スカーレット」（2019年12月 - 2020年3月） - 橘ひろ恵 役
  - 「カムカムエヴリバディ」（2021年11月 - 2022年4月） - 小川澄子/小川未来 役
- ホームドラマ!（2004年4 - 6月、TBS） - 新見まゆみ 役
- よるドラ「結婚のカタチ」（2004年10 - 11月、NHK） - 高見沢恭子 役
- ホットマン2（2004年10月 - 12月、TBS） - 日高かずえ 役
- 飛鳥へ、そしてまだ見ぬ子へ（2005年10月、フジテレビ） - 沢村美和 役
- 小早川伸木の恋（2006年1月 - 3月、フジテレビ） - 作田カナ（花名） 役
- セーラー服と機関銃 第3話（2006年、TBS） - 手塚菜穂子 役
- 役者魂!（2006年10月 - 12月、フジテレビ） - 本能寺三津子 役
- 遙かなる約束（2006年11月、フジテレビ） - 蜂谷久美子 役
- セレンディップの奇跡（2007年3月、日本テレビ） - 武田恵 役
- 花ざかりの君たちへ〜イケメン♂パラダイス〜（2007年7月 - 9月、フジテレビ） - 原秋葉 役
  - 花ざかりの君たちへ〜イケメン♂パラダイス〜卒業式&7と1/2話スペシャル（2008年10月12日、フジテレビ）
- 大河ドラマ「風林火山」（2007年、NHK） - 於琴姫 役
- 土曜ドラマ「勉強していたい!」（2007年、NHK） - 橋口京子 役
- 暴れん坊ママ（2007年、フジテレビ） - 岩崎景子 役
- 花屋ひなげし〜イマドキお作法物語（2007年、NHK）
- だいすき!!（2008年1月 - 3月、TBS） - 安西真紀 役
- プロポーズ大作戦SP（2008年3月25日、フジテレビ） - 柴田幸子 役
- キミ犯人じゃないよね? 第6話（2008年5月16日、テレビ朝日） - 習志野京香 役
- モンスターペアレント 第2話（2008年7月8日、関西テレビ/フジテレビ） - 野口惠美子 役
- シュラバッ（2008年10月4日、TBS） - 内田ちよみ 役
- 252 生存者あり episode.ZERO（2008年12月5日、日本テレビ） - 三枝涼子 役
- 赤い糸 第1話（2008年12月6日、フジテレビ）
- 第20回記念フジテレビヤングシナリオ大賞「戦士の資格」（2008年12月29日、フジテレビ） - 花野郁子 役
- 妄想姉妹〜文學という名のもとに〜（2009年1月 - 3月、日本テレビ） - 市川藤尾 役
- キイナ〜不可能犯罪捜査官〜 第3話（2009年2月4日、日本テレビ） - 渋沢瞳 役
- 白い春（2009年4月 - 6月、関西テレビ） - 高村真理子 役
- 世にも奇妙な物語
  - 「夢の検閲官」（2009年、フジテレビ） - 森崎明日美 役
  - 「不倫警察」（2018年、フジテレビ） - 葛木陽子 役[17]
  - 「何だかんだ銀座」（2022年、フジテレビ） - 羽鳥美津子 役[18]
- シスター（2009年12月11・18日、NHK） - 小田桐祥子 役
- 泣かないと決めた日（2010年1月 - 3月、フジテレビ） - 栗田琴美 役
  - 絶対泣かないと決めた日〜緊急スペシャル〜（2010年7月2日、フジテレビ）
- 新参者（2010年4月 - 5月、TBS） - 北村美雪 役
- 絶対零度〜未解決事件特命捜査〜 Last case（2010年6月22日、フジテレビ） - 百瀬静香 役
- 獣医ドリトル（2010年10月17日、TBS） - 六田美智子 役
- ギルティ 悪魔と契約した女 第4話（2010年11月2日、関西テレビ） - 川崎小枝子 役
- 外交官・黒田康作（2011年1月 - 3月、フジテレビ） - 霜村倫世 役
- 私が初めて創ったドラマ「リボルバーズ」（2011年2月4日、NHK）
- 金曜ドラマ LADY〜最後の犯罪プロファイル〜 Episode6（2011年2月11日、TBS） - 高井理恵子 役
- 恋する日本語（2011年2月25日、NHK）
- ハガネの女 season2（2011年4月 - 6月、テレビ朝日） - 真壁笑美子 役
- ドン★キホーテ（2011年7月 - 9月、日本テレビ） - 児玉恭子 役
- 松本清張ドラマスペシャル 砂の器（2011年9月10日・11日、テレビ朝日） - 三浦恵美子 役
- 妖怪人間ベム 第4話（2011年11月12日、日本テレビ） - 朝比奈光 役
- ラッキーセブン 第3話（2012年1月30日、フジテレビ） - 水沢沙己子 役
- アリス・イン・ライアーゲーム（2012年3月5日 - 8日、フジテレビ） - 奥村清美 役
- 名探偵コナンドラマスペシャル 工藤新一 京都新撰組殺人事件（2012年4月12日、読売テレビ） - 杉田文子 役
- 三毛猫ホームズの推理 第7話（2012年5月26日、日本テレビ） - 有田令子 役
- ラストホープ 第4話（2013年2月5日、フジテレビ） - 吉野万奈美 役
- 春のドラマ特別企画「母。わが子へ」（2013年3月31日、毎日放送） - 門間燎子 役
- 土曜ワイド劇場特別企画「スペシャリスト」（テレビ朝日） - 室町美也子 役
  - スペシャリスト（2013年5月18日)
  - スペシャリスト2（2014年3月8日)
  - スペシャリスト3（2015年2月28日)
  - スペシャリスト4（2015年12月12日)
- なるようになるさ。（2013年7月 - 9月、TBS） - 中津恵理 役
  - なるようになるさ。 第2シリーズ（2014年4月 - 6月、TBS）
- 警部補 矢部謙三2 第4話（2013年8月2日、テレビ朝日） - 篠原梓 役
- 49（2013年10月 - 12月、日本テレビ） - 加賀美愛子 役
- ビンタ!〜弁護士事務員ミノワが愛で解決します〜 第2話（2014年10月9日、読売テレビ） - 長澤絵里子 役
- ドキュメンタリードラマ 阪神・淡路大震災20年「忘れない…にいちゃんのランドセル」（2015年1月12日、NHK BS1） - 米津好子 役
- ドラマスペシャル「最後の証人」（2015年1月24日、テレビ朝日） - 浜田美津子 役
- 水曜ミステリー9「小杉健治サスペンス・保身」（2015年7月1日、テレビ東京） - 宮下圭子 役
- 第27回記念フジテレビヤングシナリオ大賞「超限定能力」（2015年12月20日、フジテレビ） - 大澤理恵 役
- 悪党たちは千里を走る（2016年1月20日 - 3月23日、TBS） - 渋井亜也子 役
- ヒガンバナ〜警視庁捜査七課〜 第3話（2016年1月27日、日本テレビ） - 本郷早紀 役
- 警視庁・捜査一課長 第9話（2016年6月9日、テレビ朝日） - 安西加奈子 役
- ヤッさん〜築地発!おいしい事件簿〜 第3話（2016年8月5日、テレビ東京） - 中尾正江 役
- 望郷 「海の星」（2016年9月28日、テレビ東京） - 浜崎友美 役
- 大岡越前スペシャル 白洲に咲いた真実（2017年1月3日、NHK BSプレミアム） - 浜 役
- ドラマスペシャル「警部補・碓氷弘一〜殺しのエチュード〜」（2017年4月9日、テレビ朝日） - 碓氷喜子 役
- この世にたやすい仕事はない 第5 - 6話（2017年5月4日 - 11日、NHK BSプレミアム）
- 重要参考人探偵 第5話（2017年11月17日、テレビ朝日） - 柘植梓 役[19]
- いつかこの雨がやむ日まで（2018年8月4日 - 9月29日、東海テレビ） - 花田舞子 役
- Aではない君と（2018年9月21日、テレビ東京） - 吉永美佐子 役
- パーフェクトワールド（2018年） - 高木楓 役
- 竜の道 二つの顔の復讐者（2020年7月28日 - 9月15日、関西テレビ・フジテレビ） - 吉江律子 役
- ドラマスペシャル「はぐれ刑事三世」（2020年10月15日、テレビ朝日）‐ 大角芽衣 役
- 姉ちゃんの恋人（2020年10月27日 - 12月22日、関西テレビ・フジテレビ） - 岸本沙織 役[20]
- コタローは1人暮らし（2021年4月24日 - 6月26日、テレビ朝日） - 和宮小夜梨 役
  - 帰ってきたぞよ!コタローは1人暮らし（2023年4月15日 - 、テレビ朝日）
- ナイト・ドクター 第5話（2021年7月19日、フジテレビ） - 越川法子 役[21]
- らせんの迷宮〜DNA科学捜査〜 第4話（2021年11月5日、テレビ東京） - 白石由紀子 役
- 未来への10カウント 第7話 (2022年5月26日、テレビ朝日） - 西条真知子 役
- スターチャンネル オリジナルドラマプロジェクト「5つの歌詩（うた）」EPISODE 04『何度でも』（2022年8月18日 スターチャンネルEX、9月24日 BS10スターチャンネル）- 福浜のどか 役
- PICU 小児集中治療室 第2・3話（2022生10月17日・24日、フジテレビ） - 佐渡京子 役
- あなたがしてくれなくても 第5話（2023年5月11日、フジテレビ） - 関麻美 役
- DIY!! -どぅー・いっと・ゆあせるふ-（2023年7月5日 - 8月30日、MBS・TBS） - せるふの母 役
- わたしの一番最悪なともだち（2023年8月21日 - 10月12日、NHK総合） - 笠松純子 役[22]
- 大奥（2024年1月18日 - 3月28日、フジテレビ） - お幸 役[23]
- 不適切にもほどがある! 第8話（2024年3月15日、TBS） - 栗田加世子 役[24]
- 95（2024年4月8日 - 6月10日、テレビ東京） - 広重悦子 役[25]
- 焼いてるふたり 〜交際0日 結婚から恋をはじめよう〜（2024年7月5日 - 9月6日、読売テレビ） - 伏見京子 役[26]
- 夫の家庭を壊すまで（2024年7月8日 - 9月30日、テレビ東京） - 久米美幸 役[27]
- 未来の私にブッかまされる!?（2024年10月7日 - 11月28日 、NHK総合） - 高津順子 役[28]
- 対岸の家事〜これが、私の生きる道〜 第2話、第10話（2025年4月16日 - 6月3日、TBS） - 岡田恵 役
- 波うららかに、めおと日和（2025年4月24日 - 6月26日、フジテレビ） - 関谷さつき 役[29]
- 恋は闇 第2話、第7話 - 最終話（2025年4月23日・5月28日 - 6月18日、日本テレビ） - 設楽久美子 役

### Webドラマ
- ミス・シャーロック/Miss Sherlock 第3話（2018年4月27日配信開始、Hulu） - 椎名有里沙 役[30]
- 僕の手を売ります（2023年10月27日配信開始、FOD・Amazon  Prime Video）[31]

### 映画
- MarimbaEnsemble（2005年） - マリンバ奏者の三輪ユリ 役
- 県庁の星（2006年） - 主人公の婚約者 役
- 調布空港（2006年）
- 子猫の涙（2008年）
- 相棒シリーズ 鑑識・米沢守の事件簿（2009年） - 真鍋知子 役
- アンを探して（2009年）
- 恋するナポリタン 〜世界で一番おいしい愛され方〜（2010年）友情出演
- アバター（2011年） - 阿武隈川恭子 役
- はなちゃんのみそ汁（2016年） - 吉村奈津子 役
- 隣のステラ（2025年公開予定）[32]

### 舞台
- NEVER GONNA DANCE（2005年）
- レインマン（2007年、PARCO劇場ほか）
- Bunkamura20周年記念特別企画「コースト・オブ・ユートピア－ユートピアの岸へ」（2009年9月12日 - 10月4日、シアターコクーン）- リュボーフィ 役
- 扉の向こう側（2016年、東京芸術劇場プレイハウス / 兵庫県立芸術文化センター阪急中ホール） - ジェシカ 役[33][34]
- 方南ぐみ企画公演 朗読舞台「逢いたくて」（2017年8月11日、三越劇場）
- FUN HOME ファン・ホーム ある家族の悲喜劇（2018年、シアタークリエほか）- ヘレン 役
- 演劇企画集団Jr.5 vol.13「白が染まる」（2022年、駅前劇場）
- 音楽劇「浅草キッド」（2023年10月8日 - 22日、明治座 / 10月30日 - 11月5日、新歌舞伎座 / 11月25 - 26日、愛知県芸術劇場） - 志の川亜矢 役

### ラジオ
- Kampo アーバン・ウィークエンド（TOKYO FM）

### 広告・CM出演
- 1997年、『阪急阪神』初詣ポスターモデル[35]
- チョーヤ梅酒・梅ワイン
- 興和・ケラチナミンクリーム
- トヨタ自動車・RAV4
- 中日新聞社・東京新聞
- トヨタホーム
- マルコメ
- ハウス食品・ジャワカレー（2017年-）
- カシワバラ・コーポレーション（2018年4月 - ）[36]

## 受賞歴
- 1999年、『宝塚歌劇団年度賞』 - 1998年度新人賞[37]
- 2000年、『阪急すみれ会パンジー賞』 - 新人賞[38]
- 2001年、『宝塚歌劇団年度賞』 - 2000年度努力賞[37]